# Cícero Pompeu de Toledo
Cícero Pompeu de Toledo (Piracicaba, 7 de janeiro de 1910 — São Paulo, 8 de setembro de 1959), foi um dirigente esportivo brasileiro das décadas de 1940 e 1950.  Era pai de Roberto Pompeu de Toledo, jornalista e ex-colunista da revista Veja.

## Biografia
Ele ingressou no São Paulo F.C. em 1939. De 1944 a 1946, assumiu o cargo de secretário da diretoria. Em 1947 foi eleito pela primeira vez presidente do clube, sendo consecutivamente reeleito até 1957, ano em que se afastou por motivos de saúde. 
Em suas últimas gestões à frente do tricolor, incentivou a formulação do projeto de construção do Estádio do Morumbi, dando início à construção da praça de esportes que hoje leva o seu nome, mas veio a falecer de infarto e não teve a felicidade de ver a obra concluída. 
Cícero Pompeu de Toledo é considerado o Presidente de Honra do São Paulo F.C. - portanto, eterno presidente do clube. Como presidente, foi campeão paulista em 1948, 1949, 1953 e 1957.
Em sua homenagem, o clube denominou oficialmente o Estádio do Morumbi como Estádio Cícero Pompeu de Toledo.